# Euonymus impressus
Euonymus impressus là một loài thực vật có hoa trong họ Dây gối. Loài này được Blakelock mô tả khoa học đầu tiên năm 1951.